# Liste der Kulturdenkmäler in Geilnau
In der Liste der Kulturdenkmäler in Geilnau sind alle Kulturdenkmäler der rheinland-pfälzischen Ortsgemeinde Geilnau aufgeführt. Grundlage ist die Denkmalliste des Landes Rheinland-Pfalz (Stand: 8. Dezember 2023).

## Einzeldenkmäler
| Bezeichnung              | Lage                                 | Baujahr                  | Beschreibung | Bild                           |
| ------------------------ | ------------------------------------ | ------------------------ | --- | ------------------------------ |
| Evangelische Kapelle     | Lahnstraße, am Friedhof Lage         | 17. Jahrhundert          | kleiner Bruchsteinsaal, Dachturm mit vorkragender Haube, wohl aus dem 17. Jahrhundert | weitere Bilder Fotos hochladen |
| Wohnhaus                 | Lahnstraße 17 Lage                   | 17. oder 18. Jahrhundert | verputztes Fachwerkhaus, wohl aus dem 17. oder 18. Jahrhundert | Fotos hochladen                |
| Toranlage                | Lahnstraße, zu Nr. 53 Lage           | 1901                     | Toranlage aus Basalt, burgenähnliche Gestaltung, bezeichnet 1901; letzter Hinweis auf den regional bedeutenden Abbau von hochwertigen Säulenbasalt durch die Lahn-Basalt- und Lava-Werke GmbH von 1900 bis 1937 | Fotos hochladen                |
| Waldecksches Jagdschloss | Lahnstraße 91/93 Lage                | 1797                     | dreigeschossiger Bau, teilweise verschiefert, 1797 | weitere Bilder Fotos hochladen |
| Mineralbrunnen           | Lahnstraße, gegenüber Nr. 91/93 Lage | 1790                     | Mineralbrunnen, 1790 gefasst | weitere Bilder Fotos hochladen |